# Anomis esocampta
Anomis esocampta é uma mariposa da família Erebidae. Pode ser encontrada em Fiji. Foi descrita por George Hampson em 1926.